# Pablo Martínez Pizarro
Pablo Martínez Pizarro Farje fue un militar y político peruano. Participó activamente en la campaña de Tarapacá durante la Guerra del Pacífico.

## Biografía
Nació en Chachapoyas el 18 de septiembre de 1858 siendo bautizado dos días después en la Catedral de Chachapoyas. Sus padres fueron Juan Teodoro Martínez Pizarro Rojas y Maria Timotea Farje Sanchez Pareja. En 1876, cuando tenía 18 años, viajó a Lima e inició sus estudios en la Escuela Militar de Chorrillos como cadete de la escuela, inició en 1879 su participación en la Guerra del Pacífico. Actuó en la Campaña de Tarapacá peleando en las batallas de San Francisco, de Tarapacá como miembro del batallón "Cazadores del Cuzco N° 5" y en la batalla del Alto de la Alianza como parte del "Batallón de Arequipa N° 17" en la que es herido y capturado por tropas chilenas. De vuelta en el Perú, en 1882 se enfrenta a las tropas del general Miguel Iglesias quien había tomado el gobierno de los departamentos del norte del país y buscaba la firma del fin del a guerra con los chilenos.
En 1888, Martínez Pizarro se gradúa como Teniente Coronel y encabeza la caballería pierolista del departamento de Amazonas en la guerra civil de 1894.
Se casó con Ana Rosa Rubio Lynch con quien tuvo dos hijos: Miguel Ángel y Víctor. Con su unión se formó la familia Pizarro-Lynch que fue una de las principales familias de la localidad. Pablo tenía vínculos de familia política (compadre) con Augusto B. Leguía lo que sirvió para que, durante sus gobiernos, la familia Pizarro-Lynch consolidara su poder en la región.
En 1895 fue elegido diputado por la provincia de Luya y reelecto en 1901 como diputado suplente. Fue elegido senador por el departamento de Amazonas en 1909 hasta 1918 durante los mandatos de los presidentes Augusto B. Leguía, Guillermo Billinghurst, Óscar R. Benavides y José Pardo y Barreda en la República Aristocrática. En 1919, cuando el presidente Augusto B. Leguía dio inicio a su oncenio, Martínez Pizarro volvió a ser elegido senador por el Amazonas pero, esta vez, para la Asamblea Nacional de ese año que tuvo por objeto emitir una nueva constitución, la Constitución de 1920. Luego se mantuvo como senador ordinario hasta 1924.
En 1924 asumió la alcaldía de Chachapoyas y ocupó ese cargo hasta su fallecimiento en 1926.

## Homenajes
La Municipalidad provincial de Chachapoyas instaló en su sede un busto de los héroes chachapoyanos que participaron en la Guerra del Pacífico entre los que se encuentra el del Coronel Pablo Martínez Pizarro.